# Bradenton Beach
Bradenton Beach è un comune degli Stati Uniti d'America, situato in Florida, nella Contea di Manatee.